# Lispocephala dispersa
Lispocephala dispersa este o specie de muște din genul Lispocephala, familia Muscidae, descrisă de John Otterbein Snyder în anul 1965. Conform Catalogue of Life specia Lispocephala dispersa nu are subspecii cunoscute.